# 이병하
이병하(李炳夏, 1913년 11월 18일 ~ 2000년 11월 2일)는 일제강점기와 대한민국의 법조인, 정치인이다. 본관은 진보이며, 경상북도 문경군(진보 이씨 집성촌) 출신.  제4·5대 민의원을 지냈고, 제12대 법무부 장관을 역임하였다. 아호는 효정(曉汀)이다.

## 학력
- 문경보통학교 졸업
- 오사카북양상업학교 졸업
- 메이지 대학 법학부 학사

## 경력
- 1947년 : 대구지법 판사
- 1958년 : 제4대 민의원(대구乙, 민주당)
- 1959년 : 유엔총회 한국대표
- 1960년 : 제5대 민의원(문경, 무소속)
- 1960년 : 민주당 원내부총무
- 1961년 : 법무부 장관
- 1966년 : 민주당 상무위원회 의장
- 1967년 : 금곡광업 사장
- 1983년 : 노인회 서울시연합회 부회장
- 1988년 : 대한노인회 회장
- 1991년 : 대한민국헌정회 고문

## 역대 선거 결과
|  | 13.60% |

|  | 19.24% |

|  | 45.34% |

|  | 33.06% |

|  | 15.58% |

|  | 39.85% |